# Cabreiros (Arouca)
Cabreiros é uma povoação portuguesa do Município de Arouca que foi sede da extinta Freguesia de Cabreiros, freguesia que tinha 19,3 km² de área e 126 habitantes (2011), e, por isso, uma densidade populacional de 6,5 hab/km².
A Freguesia de Cabreiros foi extinta em 2013, no âmbito de uma reforma administrativa nacional, tendo sido agregada à Freguesia de Albergaria da Serra, para formar uma nova freguesia denominada União das Freguesias de Cabreiros e Albergaria da Serra da qual é sede.

## População
| População da freguesia de Cabreiros (1864 – 2011) | População da freguesia de Cabreiros (1864 – 2011) | População da freguesia de Cabreiros (1864 – 2011) | População da freguesia de Cabreiros (1864 – 2011) | População da freguesia de Cabreiros (1864 – 2011) | População da freguesia de Cabreiros (1864 – 2011) | População da freguesia de Cabreiros (1864 – 2011) | População da freguesia de Cabreiros (1864 – 2011) | População da freguesia de Cabreiros (1864 – 2011) | População da freguesia de Cabreiros (1864 – 2011) | População da freguesia de Cabreiros (1864 – 2011) | População da freguesia de Cabreiros (1864 – 2011) | População da freguesia de Cabreiros (1864 – 2011) | População da freguesia de Cabreiros (1864 – 2011) | População da freguesia de Cabreiros (1864 – 2011) |
| ------------------------------------------------- | ------------------------------------------------- | ------------------------------------------------- | ------------------------------------------------- | ------------------------------------------------- | ------------------------------------------------- | ------------------------------------------------- | ------------------------------------------------- | ------------------------------------------------- | ------------------------------------------------- | ------------------------------------------------- | ------------------------------------------------- | ------------------------------------------------- | ------------------------------------------------- | ------------------------------------------------- |
| 1864                                              | 1878                                              | 1890                                              | 1900                                              | 1911                                              | 1920                                              | 1930                                              | 1940                                              | 1950                                              | 1960                                              | 1970                                              | 1981                                              | 1991                                              | 2001                                              | 2011                                              |
| 344                                               | 434                                               | 485                                               | 489                                               | 492                                               | 589                                               | 480                                               | 672                                               | 923                                               | 693                                               | 521                                               | 284                                               | 253                                               | 186                                               | 126                                               |

| Distribuição da População por Grupos Etários | Distribuição da População por Grupos Etários | Distribuição da População por Grupos Etários | Distribuição da População por Grupos Etários | Distribuição da População por Grupos Etários | Distribuição da População por Grupos Etários | Distribuição da População por Grupos Etários | Distribuição da População por Grupos Etários | Distribuição da População por Grupos Etários | Distribuição da População por Grupos Etários |
| -------------------------------------------- | -------------------------------------------- | -------------------------------------------- | -------------------------------------------- | -------------------------------------------- | -------------------------------------------- | -------------------------------------------- | -------------------------------------------- | -------------------------------------------- | -------------------------------------------- |
| Ano                                          | 0-14 Anos                                    | 15-24 Anos                                   | 25-64 Anos                                   | < 65 Anos                                    |                                              | 0-14 Anos                                    | 015-24 Anos                                  | 25-64 Anos                                   | < 65 Anos                                    |
| 2001                                         | 26                                           | 21                                           | 78                                           | 61                                           |                                              | 14,0%                                        | 11,3%                                        | 41,9%                                        | 32,8%                                        |
| 2011                                         | 14                                           | 7                                            | 58                                           | 47                                           |                                              | 11,1%                                        | 5,6%                                         | 46,0%                                        | 37,3%                                        |

## Património
- Capela de Santa Bárbara
- Lugar de Cando
- Moinhos de água de Tebilhão
- Trecho da serra da Freita
- Minas de Volfrâmio